# Mokrovousy
Mokrovousy (německy Nassenbart) jsou obec v okrese Hradec Králové v Královéhradeckém kraji. Leží na levém břehu toku Bystřice zhruba třináct kilometrů severozápadně od Hradce Králové. Žije zde 364 obyvatel.

## Historie
Žertovný název této osady upomíná na dávné doby, kdy se říkalo jejím osadníkům Mokrovousi. První písemná zmínka o vesnici pochází z roku 1366, kdy je vzpomínán Ješek Košejl z Mokrovous. Později tu byla tvrz, která ve víru časů zanikla, tak že z ní zbyly jen násyp a příkopy. Před rokem 1380 žil na dvoře Děnek s manželkou Žofkou († 1392), a po něm syn Pavel; roku 1380 koupil dvůr Diviš z Dohalic a Tas z Mokrovous, a roku 1392 byl v držení Zdeňka odtud. Potom byla tvrz v držení Markvarta z Mokrovous, jehož otec a bratr žili na Mžanech. Po něm následoval v držení Mokrovous Bavor z Mokrovous, praotec vladyk Mokrovouských z Hustířan, a od roku 1395 je často připomínán jeho nástupce Beneš z Hustířan a Mokrovous, kdy za tehdejších válečných časů podnikal mnohé boje.

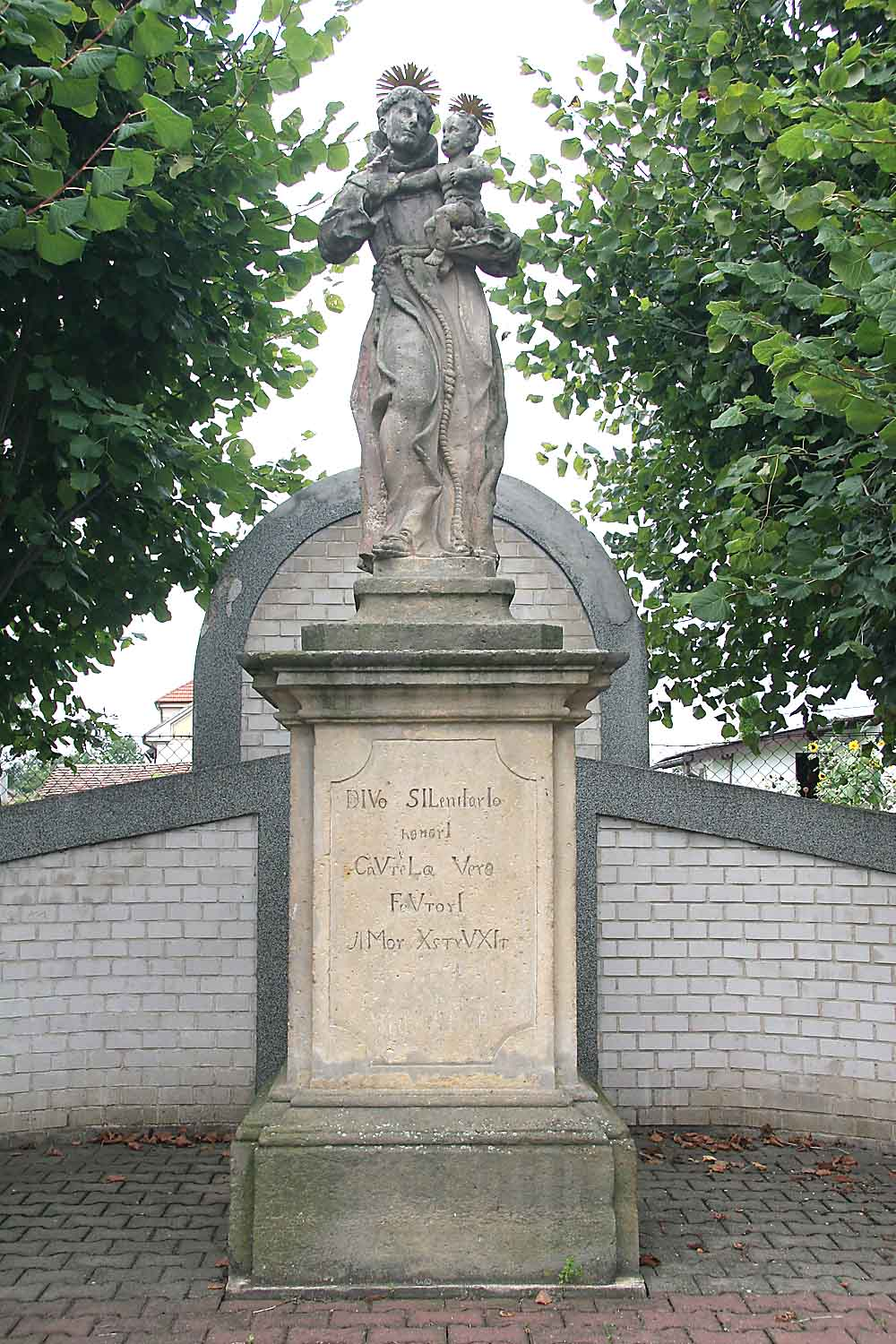
Barokní socha svatého Antonína Pauánského z bývalého zámku v Sadové

Z neznámých příčin zajal roku 1443 dne 12. srpna Haška z Valdštejna a na Veliši. Jetřich z Miletínka chtěl zajatého vysvobodit, vytáhl z krajskou hotovostí a postavil se před Mokrovousy, tvrz brzy dobyl a Beneše donutil, aby Haška propustil. Za to se Hašek mstil. Zrušil zemský mír a roku 1447 se chystal učinit škodu, když okolo Boharyně a v Trnavách měl údajně namířeno na Mokrovousy. Proto hradecká obec s krajským hejtmanem přispěchali k Mokrovousům, aby zabránili škodám, a pobývali tu celý týden. Přesto okolí velmi mnoho trpělo. Beneš se z těchto důvodů potom raději držel při straně poděbradské, když válčila proti Sasům, a zemřel kdysi po roce 1453.
Jeho nástupce Bavor z Hustířan zastavil Mokrovousy Alšovi a Lickovi z Ryzemburka a potom je roku 1484 odprodal Alšovi. Roku 1495 byly Mokrovousy v držení Albrechta z Kolovrat, posléze slavného nejvyššího kancléře, jenž zemřel roku 1510. Od Albrechtových dědiců koupil Mokrovousy asi roku 1512 Bořek Dohalský. Ten měl dva syny, Mikuláš držel Dohalice a Václav Mokrovousy se Stračovem. Václav byl ženat s Eliškou z Hustířan, již na zboží svém věnoval. Po jeho smrti zůstali synové Bořek, Vilém, Jan, Melchysedech, Pavel a Mikuláš, kteří se jeden po druhém osamostatňovali a z nemalého dědictví po otci tak oddělovali svoje díly. Mateři byl podstoupen Stračov, Mokrovousy zůstaly Bořkovi. Ten zemřel roku 1559, dědice však po sobě nezanechal. Po jeho smrti ustanovení poručníci (1560) prodali tvrz, dvůr, ves Mokrovousy a mlýn Železný Mikuláši staršímu z Dohalic a na Veselí, synovci dotčeného Bořka.
Od té doby až do roku 1590 byli na Veselí a Mokrovousích stejní majitelé. Téhož roku dostal Mokrovousy Zdeněk Bořek Dohalský z Dohalic, vnuk Mikuláše, který zemřel již před rokem 1598. Zdeněk však nehospodařil dobře, velice se zadlužil, nakonec byl nucen prodat Čeňov, Dlouhodvory a Mokrovousy. Roku 1605 koupil tvrziště a sídlo starožitné Mokrovousy, poplužní dvůr při tvrzi, celou ves, mlýny při tvrzi a Železný mlýn Hynek Bořek Dohalský z Dohalic a na Dohalicích. Mokrovousy moc dlouho nedržel, roku 1610 je podstoupil svému bratrovi Václavovi, jež žil na Zběři. Ze čtyř jeho synů dostal Mokrovousy Hynek, ten je roku 1628 prodal Jaroslavovi z Bubna. Vrchnost tu však v posledních letech nebydlela, tvrz byla dokonce i pusta. Jaroslav pro tehdejší zlé časy hospodařil špatně a nezaplatil, proto po jeho smrti byl statek zase navrácen Hynkovi, dřívějšímu držiteli. Hynek postavil na tvrzišti nové dřevěné sídlo a Mokrovousy roku 1651 prodal Pertoltovi Zárubovi z Hustířan. Mokrovousy potom byly střídavě v držení rodů zárubském a dobřenském a roku 1707 byly konečně připojeny k sadovskému panství. Nově vystavená tvrz byla celá ze dřeva, střecha byla pobita šindelem, ve vnitřku byly dvě světnice, dvě komory, síň a kuchyň. Stará pustá tvrz stála vedle ní ještě roce 1682.

## Přírodní poměry
Vesnice stojí ve Východolabské tabuli. Kolem jejího západního okraje protéká řeka Bystřice, jejíž tok zde je součástí přírodní památky Bystřice.

## Obyvatelstvo
| Rok            | 1869 | 1880 | 1890 | 1900 | 1910 | 1921 | 1930 | 1950 | 1961 | 1970 | 1980 | 1991 | 2001 | 2011 | 2021 |
| -------------- | ---- | ---- | ---- | ---- | ---- | ---- | ---- | ---- | ---- | ---- | ---- | ---- | ---- | ---- | ---- |
| Počet obyvatel | 342  | 353  | 403  | 404  | 326  | 341  | 409  | 355  | 369  | 336  | 305  | 265  | 277  | 331  | 356  |
| Počet domů     | 38   | 39   | 34   | 36   | 44   | 47   | 73   | 76   | 78   | 74   | 71   | 80   | 86   | 104  | 113  |

## Obecní správa

### Obecní symboly
Znak a vlajka byly obci uděleny rozhodnutím předsedy Poslanecké sněmovny Parlamentu České republiky dne 31. ledna 2002.

## Pamětihodnosti
- Barokní socha svatého Antonína Paduánského z bývalého zámku v Sadové
- Pomník padlým v první světové válce
- Pomníky z války roku 1866